# Svartesjön (Torups socken, Halland, 630558-134327)
Svartesjön är en sjö i Hylte kommun i Halland och ingår i Fylleåns huvudavrinningsområde. Sjöns area är 0,03 kvadratkilometer och den befinner sig 165 meter över havet. Vid provfiske har abborre fångats i sjön.